# Lars-Gunnar Lundh
Lars-Gunnar Lundh, född 1 juli 1959 i Boo församling i Stockholms län, är en svensk jurist som var lagman i Norrköpings tingsrätt från 2015 till 2018 Västmanlands tingsrätt från 2019 till 2022 samt är lagman i Örebro tingsrätt från 2022. Han är gift med Petra Lundh.
Lundh utsågs till lagman i Norrköpings tingsrätt 11 juni 2015, efter att tidigare tjänstgjort en längre tid på justitiedepartementet. Han utsågs till lagman i Västmanlands tingsrätt 13 september 2018 och därefter 25 augusti 2022 till lagman i Örebro tingsrätt, efter att varit tillförordnad sedan oktober 2021.